# Lista de fragatas dos Estados Unidos

## Marinha dos Estados Unidos
Nesta lista estão relacionados os navios do tipo fragata da Marinha dos Estados Unidos.

## Classe BronsteinFF

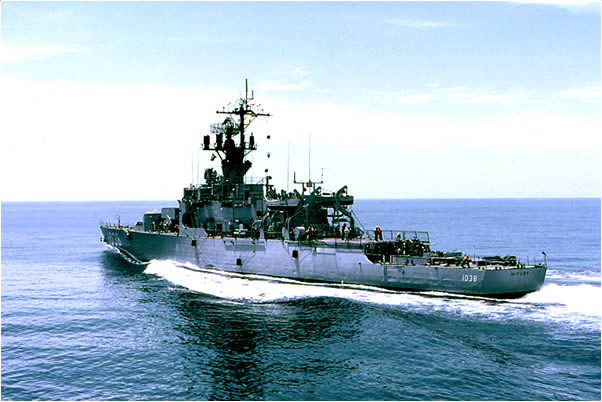
USS McCloy (FF-1038) (ex DE-1038)
junho de 1968

2 navios 1963
- USS Bronstein (FF-1037)
- USS McCloy (FF-1038)

## Classe GarciaFF
10 navios de 1964 a 1968
- USS Garcia (FF-1040)
- USS Bradley (FF-1041)
- USS Edward McDonnell (FF-1043)
- USS Brumby (FF-1044)
- USS Davidson (FF-1045)
- USS Voge (FF-1047)
- USS Sample (FF-1048)
- USS Koelsch (FF-1049)
- USS Albert David (FF-1050)
- USS O'Callahan (FF-1051)

## Classe KnoxFF
46 navios de 1969 a 1974
- USS Knox (FF-1052)
- USS Roark (FF-1053)
- USS Gray (FF-1054)
- USS Hepburn (FF-1055)
- USS Connole (FF-1056)
- USS Rathburne (FF-1057)
- USS Meyerkord (FF-1058)
- USS W. S. Sims (FF-1059)
- USS Lang (FF-1060)
- USS Patterson (FF-1061)
- USS Whipple (FF-1062)
- USS Reasoner (FF-1063)
- USS Lockwood (FF-1064)
- USS Stein (FF-1065)
- USS Marvin Shields (FF-1066)
- USS Francis Hammond (FF-1067)
- USS Vreeland (FF-1068)
- USS Bagley (FF-1069)
- USS Downes (FF-1070)
- USS Badger (FF-1071)
- USS Blakely (FF-1072)
- USS Robert E. Peary (FF-1073)
- USS Harold E. Holt (FF-1074)
- USS Trippe (FF-1075)
- USS Fanning (FF-1076)
- USS Ouellet (FF-1077)
- USS Joseph Hewes (FF-1078)
- USS Bowen (FF-1079)
- USS Paul (FF-1080)
- USS Aylwin (FF-1081)
- USS Elmer Montgomery (FF-1082)
- USS Cook (FF-1083)
- USS McCandless (FF-1084)
- USS Donald B. Beary (FF-1085)
- USS Brewton (FF-1086)
- USS Kirk (FF-1087)
- USS Barbey (FF-1088)
- USS Jesse L. Brown (FF-1089)
- USS Ainsworth (FF-1090)
- USS Miller (FF-1091)
- USS Thomas C. Hart (FF-1092)
- USS Capodanno (FF-1093)
- USS Pharris (FF-1094)
- USS Truett (FF-1095)
- USS Valdez (FF-1096)
- USS Moinester (FF-1097)

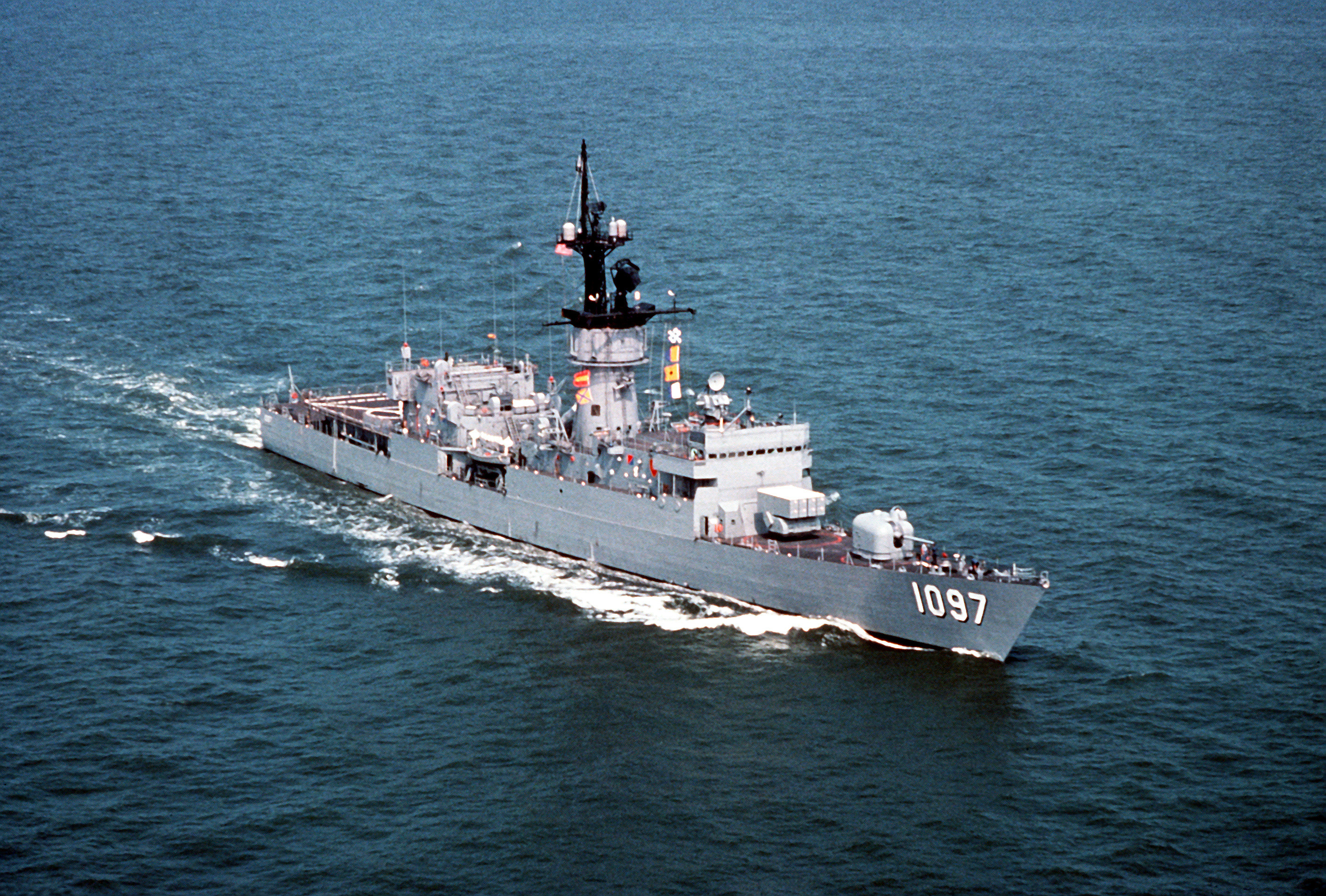
USS Moinester (FF-1097)
1991

- a construção do FF-1098 até FF-1107 foi cancelada, e os navios não receberam nomes. A numeração de costado 1098 foi reutilizada na Glover class

## Classe GloverAGFF
1 navio 1965
- USS Glover (FF-1098) navio da Garcia class modificado, comissionado como AGDE-1 em 1965, redesignado AGFF-1 em 1975, e redesignado como FF-1098 em 1979.

## Classe BrookeFFG

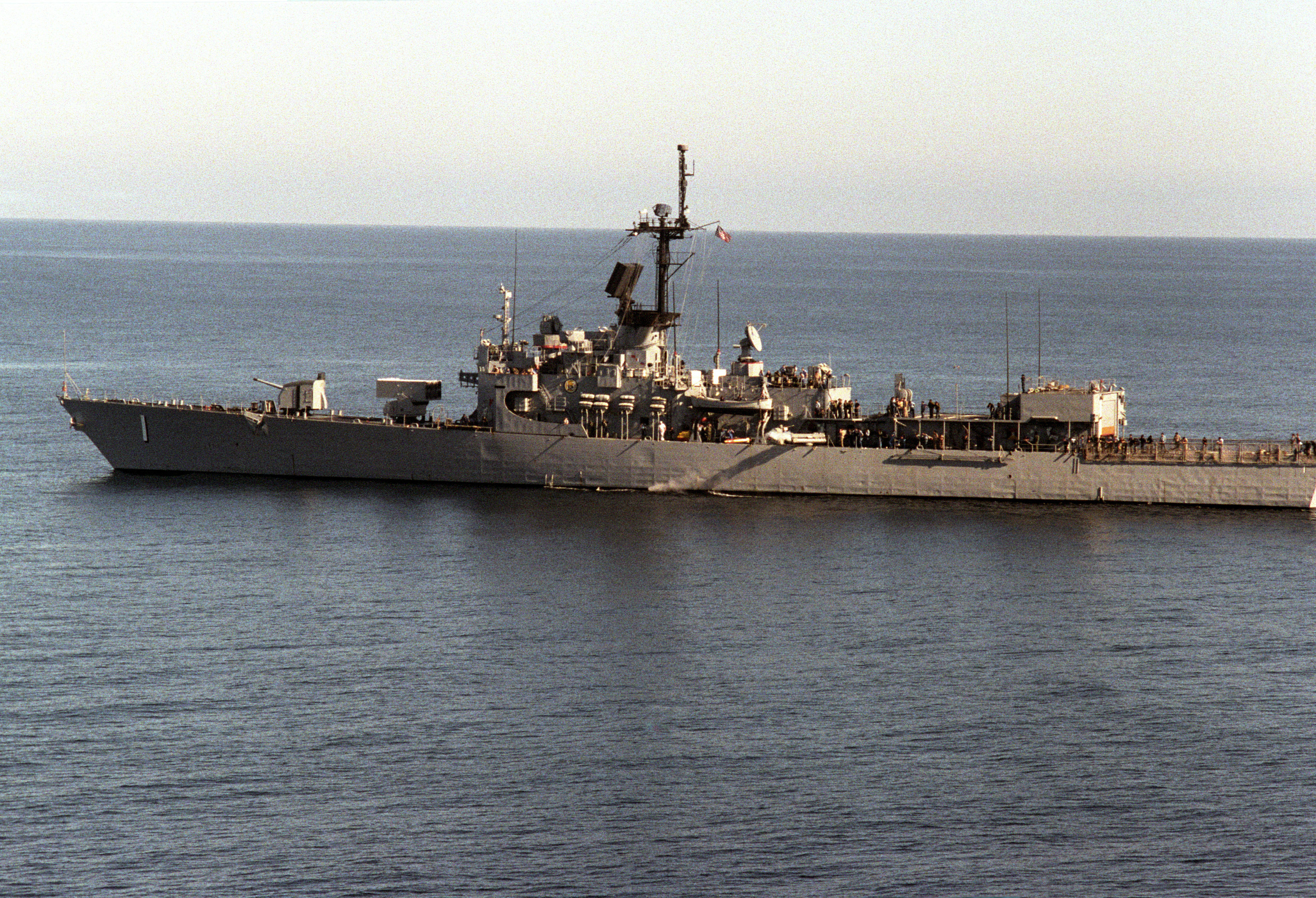
USS Brooke (FFG-1)

6 navios 1966 a 1968
- USS Brooke (FFG-1)
- USS Ramsey (FFG-2)
- USS Schofield (FFG-3)
- USS Talbot (FFG-4)
- USS Richard L. Page (FFG-5)
- USS Julius A. Furer (FFG-6)

## Classe Oliver Hazard PerryFFG

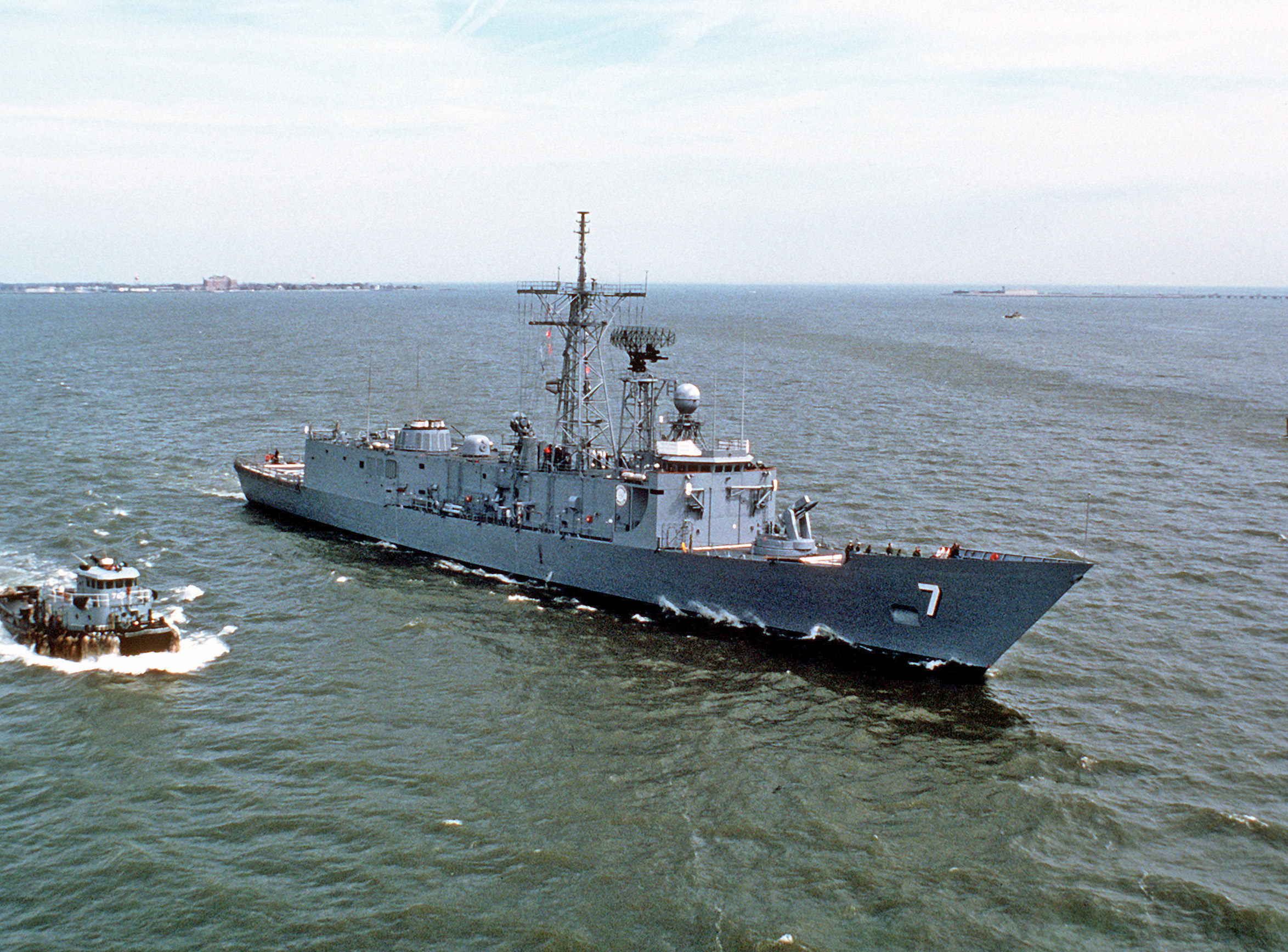
USS Oliver Hazard Perry (FFG-7)
em navegação em um cruzeiro nos Grandes Lagos.

51 navios de 1977 a 1989
- USS Oliver Hazard Perry (FFG-7)
- USS McInerney (FFG-8)
- USS Wadsworth (FFG-9)
- USS Duncan (FFG-10)
- USS Clark (FFG-11)
- USS George Philip (FFG-12)
- USS Samuel Eliot Morison (FFG-13)
- USS Sides (FFG-14)
- USS Estocin (FFG-15)
- USS Clifton Sprague (FFG-16)
- USS John A. Moore (FFG-19)
- USS Antrim (FFG-20)
- USS Flatley (FFG-21)
- USS Fahrion (FFG-22)
- USS Lewis B. Puller (FFG-23)
- USS Jack Williams (FFG-24)
- USS Copeland (FFG-25)
- USS Gallery (FFG-26)
- USS Mahlon S. Tisdale (FFG-27)
- USS Boone (FFG-28)
- USS Stephen W. Groves (FFG-29)
- USS Reid (FFG-30)
- USS Stark (FFG-31)
- USS John L. Hall (FFG-32)
- USS Jarrett (FFG-33)
- USS Aubrey Fitch (FFG-34)
- USS Underwood (FFG-36)
- USS Crommelin (FFG-37)
- USS Curts (FFG-38)
- USS Doyle (FFG-39)
- USS Halyburton (FFG-40)
- USS McClusky (FFG-41)
- USS Klakring (FFG-42)
- USS Thach (FFG-43)
- USS De Wert (FFG-45)
- USS Rentz (FFG-46)
- USS Nicholas (FFG-47)
- USS Vandegrift (FFG-48)
- USS Robert G. Bradley (FFG-49)
- USS Taylor (FFG-50)
- USS Gary (FFG-51)
- USS Carr (FFG-52)
- USS Hawes (FFG-53)
- USS Ford (FFG-54)
- USS Elrod (FFG-55)
- USS Simpson (FFG-56)
- USS Reuben James (FFG-57)
- USS Samuel B. Roberts (FFG-58)
- USS Kauffman (FFG-59)
- USS Rodney M. Davis (FFG-60)
- USS Ingraham (FFG-61)

## Classe FreedomLCS
Primeira unidade comissionada em 2006
- USS Freedom (LCS-1)

## Classe IndependenceLCS
- USS Independence (LCS-2)

## Classe ConstellationFFG

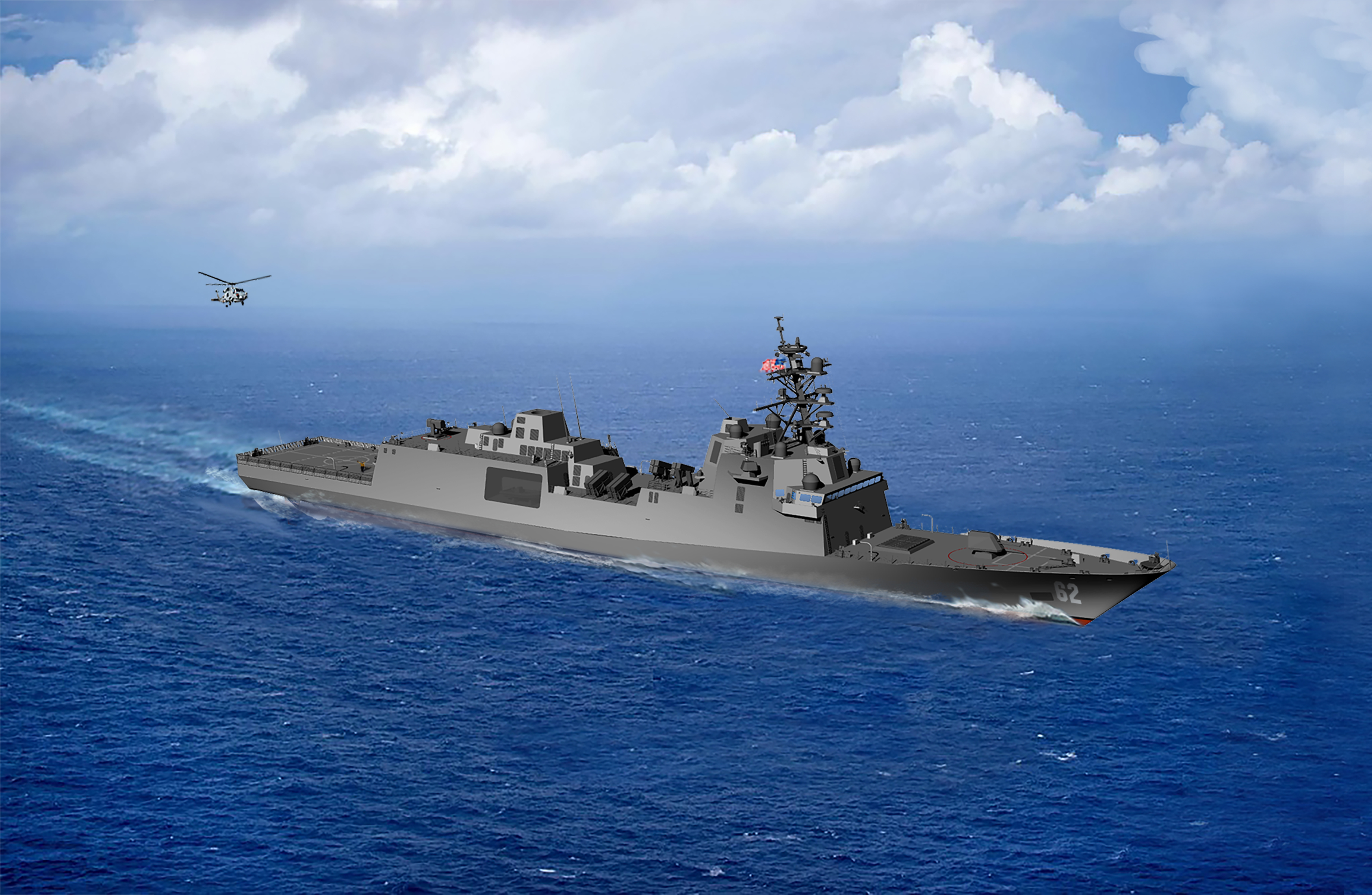
Uma representação artística do design final da classe Constellation

- USS Constellation (FFG-62)
- USS Congress (FFG-63)
- USS Chesapeake (FFG-64)
- USS Lafayette (FFG-65)
- USS Hamilton (FFG-66)
- USS Gálvez (FFG-67)
- USS Everett Alvarez Jr. (FFG-68)
- USS Joy Bright Hancock (FFG-69)